# دهداری (دشتی)
دهداری، روستایی است از توابع بخش کاکی در شهرستان دشتی استان بوشهر ایران.

## جمعیت
این روستا در دهستان چغاپور قرار داشته بر اساس سرشماری رسمی در سال ۱۳۸۵ جمعیت آن ۱۲۷ نفر (۲۹ خانوار) بوده و در سال ۱۳۹۵ جمعیت آن ۱۳۶ نفر می‌باشد.